# Servas, Ain

Servas este o comună în departamentul Ain din estul Franței.